# Mare de Déu dels Àngels de la Petja
|  | No s'ha de confondre amb el Santuari de la Mare de Déu dels Àngels de la Petja.. |

La Mare de Déu dels Àngels de la Petja és una església parroquial de Tortosa (Baix Ebre). La planta és rectangular irregular pel que fa al conjunt de l'església, i rectangular regular la torre-campanar afegida a l'edifici. Es tracta d'un edifici situat en un solar lliure de qualsevol tipus de construcció propera. Aquest s'erigí en un punt cantoner entre el carrer Barcelona -carrer central i principal des de l'inici del raval dels Caputxins fins a la Lloma-, i el barranc de la Llet o de Sant Llàtzer. Forma part de l'Inventari del Patrimoni Arquitectònic de Catalunya.

## Descripció
Obeeix al típic model d'església d'una sola nau amb capelles laterals, obertes entre contraforts, amb teulada a doble vessant, i amb torre-campanar prismàtica rectangular -quasi de secció quadrangular- afegida al costat dret del cos de l'edifici. A l'interior, disposa de quatre capelles per cada costat sense finestres i que en alçada ocupen la meitat, més o menys, en alçada dels murs laterals, deixant, per la part superior d'aquests, el lloc lliure per situar-hi les corresponents obertures (una per cada superfície delimitada pels contraforts). A l'exterior, la façana principal és d'una gran simplicitat formal i presenta en la part central superior cinc franges verticals obertes com a finestres a la meitat superior, mentre serveixen de coronament a l'atri d'entrada.

## Història
El títol de la parròquia, l'any 1922, va passar des de l'església de la Petja (vegeu el santuari de la Mare de Déu dels Àngels de la Petja) a la capella de la Mare de Déu de la Llet (avui desapareguda i que estava situada davant de l'actual església parroquial). Però, i degut a la falta d'espai de la petita capella, ràpidament posat en evidència per l'augment de la població, es va decidir la construcció d'una nova església parroquial, la qual no prendria cos fins a principis de la dècada dels anys 60, i de la mà del servei provincial de Regiones Devastadas. La inauguració oficial es va fer al març del 1962. Posteriorment, les transformacions més notables han estat les que afectaren al presbiteri, d'acord amb les noves necessitats litúrgiques.